# Allò que el vent s'endugué
Allò que el vent s'endugué (títol original en anglès: Gone with the Wind) és una pel·lícula èpica del 1939 basada en la novel·la homònima de Margaret Mitchell (guanyadora d'un Premi Pulitzer). La pel·lícula va ser produïda per David O. Selznick de Selznick International Pictures i finalment dirigida per Victor Fleming.
Ambientada al Sud dels Estats Units, relata l'èpica història de Scarlett O'Hara, la filla de gran voluntat d'un propietari de plantació de Geòrgia, una dona capaç d'afrontar totes les adversitats de la Guerra Civil dels Estats Units, llevat la pèrdua del seu estimat, Ashley Wilkes, que es casa amb la seva cosina, Melanie Hamilton, i el seu matrimoni posterior amb Rhett Butler. Els papers principals són interpretats per Vivien Leigh (Scarlett), Clark Gable (Rhett), Leslie Howard (Ashley) i Olivia de Havilland (Melanie).
La producció va ser difícil des del principi. El rodatge es va retardar durant dos anys a causa de la determinació de Selznick d'assegurar a Gable per al paper de Rhett Butler, i la "recerca de Scarlett" va fer que 1.400 dones fossin entrevistades per al paper. El guió original va ser escrit per Sidney Howard i va ser sotmès a moltes revisions de diversos escriptors en un intent de reduir-lo a una durada adequada. El director original, George Cukor, va ser acomiadat poc després de començar el rodatge i va ser substituït per Fleming, que al seu torn va ser substituït breument per Sam Wood mentre que Fleming es va prendre un temps lliure per esgotament. La filmació, que va durar 140 dies, va representar canvis importants en la tècnica cinematogràfica. En el moment de la seva estrena, va ser la pel·lícula més llarga que s'havia gravat i la segona més cara.
La pel·lícula va rebre crítiques positives quan es va estrenar el desembre de 1939, tot i que alguns crítics van trobar que era massa llarga. El càsting va ser àmpliament elogiat i molts crítics van trobar Leigh especialment adequada per al seu paper de Scarlett. Als 12ens Premis Oscar, va rebre deu Oscars (vuit competitius, dos d'honor) de tretze nominacions, inclosos els guanyadors a la millor pel·lícula, millor director (Fleming), millor guió adaptat (a títol pòstum per Sidney Howard), millor actriu (Leigh), i millor actriu secundària (Hattie McDaniel, convertint-se en la primer afroamericana a guanyar un Premi de l'Acadèmia). Va establir rècords per al nombre total de premis i nominacions en aquell moment.
Allò que el vent s'endugué va ser immensament popular quan es va estrenar. Es va convertir en la pel·lícula amb més guanys realitzada fins a aquell moment, i va mantenir el rècord durant més d'un quart de segle. Quan s'ajusta a la inflació monetària, continua sent la pel·lícula amb més ingressos de la història. Es va reeditar periòdicament al llarg del segle xx i es va arrelar a la cultura popular. Tot i que la pel·lícula ha estat criticada com a negacionisme històric que glorificava l'esclavitud, se li ha atribuït haver provocat canvis en la forma en què es representen cinematogràficament els afroamericans. La pel·lícula és considerada com una de les millors pel·lícules de tots els temps: s'ha situat entre els deu primers de la llista de American Film Institute de les 100 millors pel·lícules estatunidenques des de la seva llista de 1998. El 1989, la Biblioteca del Congrés dels Estats Units la va seleccionar per a la seva conservació al National Film Registry.
Aquesta pel·lícula ha estat doblada al català.

## Argument
Scarlett O'Hara viu a Tara, una de les grans mansions del sud dels Estats Units. Està enamorada d'Ashley Wilkes que, al mateix temps, està enamorat de la seva cosina Melanie Hamilton. Està a punt de començar la Guerra de Secessió i els joves del sud es mostren entusiasmats per entrar en combat.
No és així, però, per en Rhett Butler, un home cabal i faldiller, que ha passat uns quants anys al nord. A Butler li agrada Scarlett, però ella segueix enamorada d'Ashley, encara que aquest es casi amb Melanie. Despitada, Scarlett accepta l'oferta de matrimoni de Charles, el germà de Melanie.
Com a conseqüència de la guerra, Scarlett, ja vídua, abandona la plantació i s'instal·la a Atlanta. Després de la derrota del sud comença una vida nova en un país devastat.

## Repartiment
| Actor / actriu original    | Doblatge al català    | Personatge              |
| -------------------------- | --------------------- | ----------------------- |
| Vivien Leigh               | Maife Gil             | Scarlett O'Hara         |
| Clark Gable                | Jesús Ferrer          | Rhett Butler            |
| Olivia de Havilland        | Montse Miralles       | Melanie Hamilton        |
| Leslie Howard              | Salvador Vives        | Ashley Wilkes           |
| Hattie McDaniel            | Marta Martorell       | Mammy                   |
| Thomas Mitchell            | Joaquim Díaz          | Gerald O'Hara           |
| Barbara O'Neil             | Núria Cugat           | Ellen O'Hara            |
| Evelyn Keyes               | Sílvia Vilarrasa      | Suellen O'Hara          |
| Ann Rutherford             | Maria Josep Guasch    | Carreen O'Hara          |
| Butterfly McQueen          | Aurora García         | Prissy                  |
| George Reeves              | Quim Roca             | Stuart Tarleton         |
| Fred Crane                 | Jordi Brau            | Brent Tarleton          |
| Oscar Polk                 | Josep Maria Alarcón   | Pork                    |
| Victor Jory                | Enric Arredondo       | Jonas Wilkerson         |
| Everett Brown              | Joan Crosas           | Big Sam                 |
| Howard C. Hickman          | Antonio Crespo        | John Wilkes             |
| Alicia Rhett               | Pilar Rubiella        | India Wilkes            |
| Rand Brooks                | Pep Anton Muñoz       | Charles Hamilton        |
| Carroll Nye                | Eduard Lluís Muntada  | Franklin Kennedy        |
| Marcella Martin            | Margarida Minguillón  | Cathleen Calvert        |
| Laura Hope Crews           | Carme Contreras       | Tieta Pittypat Hamilton |
| Eddie 'Rochester' Anderson | Viçens Manel Domènech | Oncle Peter             |
| Harry Davenport            | Isidro Sola           | Dr. Meade               |
| Leona Roberts              | Enriqueta Linares     | Sra. Meade              |
| Jane Darwell               | Rosa Maria Pizà       | Dolly Merriwether       |
| Paul Hurst                 | Albert Díaz           | Desertor ianqui         |
| Ona Munson                 | Glòria Roig           | Belle Watling           |
| J.M. Kerrigan              | Adrià Frias           | Johnny Gallagher        |
| Jackie Moran               | Enric Isasi-Isasmendi | Phil Meade              |
| William Bakewell           | Toni Sevilla          | Oficial montat          |
| Ward Bond                  | Ramon Puig            | Soldat famèlic          |
| Ned Davenport              | Enric Cusí            | Soldat de la subhasta   |
| Frank Faylen               | Antoni Forteza        | Ajudant del Dr. Meade   |
| William Stack              |                       | Capellà                 |

## Producció
Abans de publicar la novel·la, diversos executius i estudis de Hollywood van rebutjar crear una pel·lícula basada en ella, incloent Louis B. Mayer i Irving Thalberg a Metro-Goldwyn-Mayer (MGM), Pandro Berman a RKO Pictures, i David O. Selznick de Selznick International Pictures. A Jack L. Warner de Warner Bros li va agradar la història, però la seva estrella més gran Bette Davis no va estar interessada, i Darryl Zanuck de 20th Century Fox no havia ofert prou diners. No obstant això, Selznick va canviar d'opinió després que el seu editor d'històries Kay Brown i el seu soci comercial John Hay Whitney el van instar a comprar els drets de la pel·lícula. El juliol de 1936 —un mes després de la seva publicació— Selznick va comprar els drets per 50.000 dòlars.
Selznick es va obsessionar tant amb la novel·la de Margaret Mitchell que va fer i desfer al seu gust: va acomiadar guionistes, va canviar directors en meitat del rodatge, va repetir escenes senceres... Tot i això, el resultat de taquilla va ser rotund. Quatre hores de cine on no es noten gens la confusió de la seva realització. Ans al contrari, Allò que el vent s'endugué és segons molts el millor melodrama de la història del cinema.
La idea de fer una pel·lícula de la popular novel·la de Margaret Mitchell va ser del productor David O. Selznick, que va dur una llarga negociació i, finalment, va aconseguir adquirir els drets de l'autora per la suma rècord aleshores de 50.000 dòlars. Poc després va proposar a la Warner Brothers per ajudar-lo en la producció, però a causa d'algunes diferències d'opinió sobre els actors, l'acord no es va materialitzar. Selznick va elegir al final, en contra de l'opinió del seu personal, produir la seva pròpia pel·lícula, i trobar un acord amb Metro-Goldwyn-Mayer per a la distribució a canvi d'un percentatge dels beneficis. Selznick va començar a preparar la pel·lícula amb George Cukor. Els dos van passar més d'un any preparant tot el necessari per rodar. Les primeres escenes van ser filmades a partir del 10 de desembre 1938 però van ser aviat suspeses per les festes de Nadal, de manera que es pot considerar que el veritable rodatge va començar el 26 de gener de 1939.

### Guió

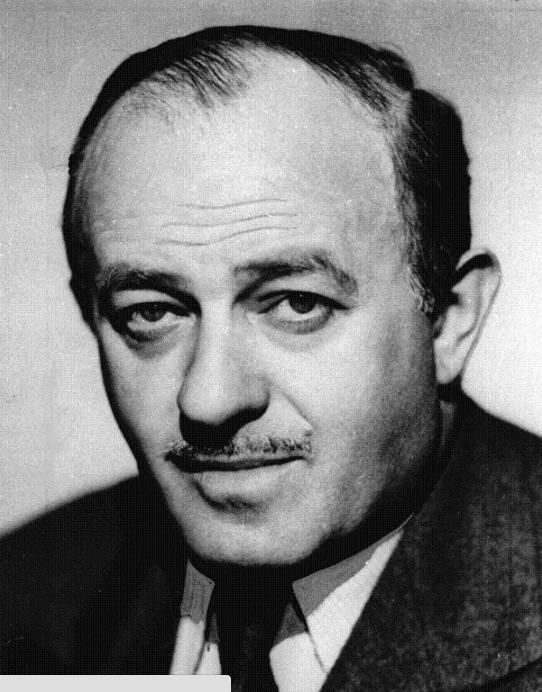
Després de no estar satisfet amb el guió, Victor Fleming va contractar el guionista Ben Hecht (imatge) per reescriure'l en un termini de cinc dies.

A la seva enciclopèdia Dictionary of Literary Biography, la historiadora de cinema Joanne Yeck va parlar de Sidney Howard, el guionista de la pel·lícula, així com del guió: “Reduir la complexitat de les dimensions èpiques d'Allò que el vent s'endugué va ser una tasca herculina (...) la primera versió de Howard va ser molt llarga, com a mínim sis hores de pel·lícula; [el productor] Selznick volia que Howard es quedés a l'estudi per fer revisions (...) però es va negar deixant Nova Anglaterra. Posteriorment, diversos escriptors locals van fer revisions.” Selznick va acomiadar George Cukor tres setmanes després de començar el rodatge i va contractar Victor Fleming, que en aquell moment dirigia El màgic d'Oz. No estava satisfet amb el guió i el productor es va posar en contacte amb el famós guionista Ben Hecht per tornar-lo a escriure completament en un termini de cinc dies. Hecht va tornar als esborranys originals de Howard i, a finals de setmana, va aconseguir revisar la primera meitat del guió. Selznick es va comprometre a reescriure la segona part pel seu compte, però es va enfrontar a alguns contratemps. Howard va reprendre el treball al guió durant una setmana, refent diverses escenes importants de la segona part.
Yeck va escriure: “Al moment de la presentació de la pel·lícula el 1939, hi havia dubtes sobre qui hauria de rebre crèdits a la pantalla. (...) Però, malgrat el nombre de guionistes i canvis, el guió final era notablement similar a la versió de Howard. El fet que només aparegui el seu nom als crèdits pot haver estat un gest tant a la memòria com a l'escrit, perquè el 1939 Howard va morir als 48 anys en un accident de tractor, fins i tot abans de l'estrena de la pel·lícula.” En un recordatori escrit a l'octubre de 1939, Selznick va discutir els crèdits del guió de la pel·lícula: “Es pot dir sincerament que la quantitat relativament petita de material de la pel·lícula que no és del llibre, la majoria és meva, i només les línies originals dels diàlegs no són meves, n'hi ha de Sidney Howard, n'hi ha de Ben Hecht i n'hi ha de John Van Druten. Dubto que hi hagi ni deu paraules originals de [Oliver] Garret al guió. Pel que fa a l'estryctura, al voltant del vuitanta per cent la seva [és] meva, i la resta es divideix entre Jo Sweling i Sidney Howard, amb Hecht que ha contribuït materialment a la definició d'una seqüència.”
Segons el biògraf de Hecht, Wiliam MacAdams, a la matinada del diumenge, 20 de febrer de 1939, Selznick i Fleming van sorprendre a Hecht informant-lo que estava en préstec de MGM i que hauria d'anar amb ells a treballar a Allò que el vent s'endugué, el rodatge del qual el productor ja havia començat cinc setmanes abans. Li van costar cinquanta mil dòlars per cada dia d'ajornament a l'espera de reescriure un guió final: «el temps era essencial». Hecht estava a la meitat del seu treball a la pel·lícula Una tarda al circ per als germans Marx. Recordant l'episodi en una carta enviada al seu amic del guionista Gene Fowler, va dir que no havia llegit el llibre, però que el productor i el director no podien esperar que el llegís. Van fer les escenes basades en el guió original de Howard, que calia reescriure a correcuita. Hecht va escriure: «Després de filmar i discutir cada escena, m'asseia a la màquina d'escriure i escrivia [el guió]. Selznick i Fleming, ansiosos per continuar filmant, continuaven donant-me presses. Vam treballar d'aquesta manera durant set dies, entre divuit i vint hores al dia. El productor es va negar a deixar-nos dinar, argumentant que el menjar ens frenaria. Va subministrar plàtans i cacauets salats (...) així que, el setè dia, havia completat, sense menjar, les nou primeres bobines de l'èpica Guerra Civil». L'autor va afegir: “És impossible determinar exactament quant va escriure Hecht. (...) Als crèdits oficials presentats a la pantalla del Gremi d’Escriptors, Sidney Howard va rebre tot sol els crèdits del guionista, però hi van participar altres quatre guionistes: Jo Swerling, que va contribuir al tractament, Oliver HP Garrett, Barbara Keon, qui va contribuir a l'estryctura del guió, i Hecht, que va contribuir al diàleg.”
Després de la seva publicació, el llibre va impactar molt al públic dels Estats Units, sent El naixement d'una nació (1915) l'últim treball que havia aconseguit aquesta gesta. Tot i això, com a resultat de les famoses escenes de la pel·lícula, el públic afroamericà estava preocupat. A més, la premsa afroamericana també va amenaçar amb boicotejar Allò que el vent s'endugué pel seu tractament racista. Així, sota pressió, la paraula "negre" (nigger) va haver de ser eliminada del guió i Selznick va esborrar totes les referències a l'organització. D'acord amb la seva concepció i els estàndards de l'època, va intentar honorar el punt de vista dels afroamericans. En una nota enviada a Jack Whtiney, el productor va escriure: «Estimat Jack, vaig ser estricte mentre preparava i escollia el repartiment, per tal d'evitar qualsevol referència insultant a la gent negra com a raça o individus i per eliminar les coses principals de la història que, pel que sembla, fossin ofensius al llibre de Margareth Mitchell. Sento tan profundament el que va passar amb els jueus del món que no vaig poder deixar de simpatitzar amb els negres per la por de veure cap material ofensiu o nociu.”

### Selecció del repartiment

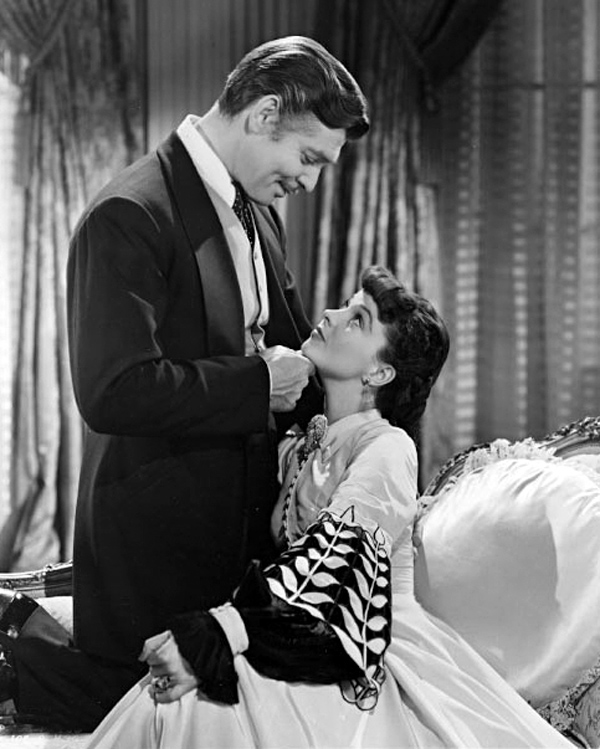
Foto publicitària de Clark Gable i Vivien Leigh com Rhett i Scarlett.

L'elecció dels dos papers principals es va convertir en un esforç complex de dos anys. Per al paper de Rhett Butler, Selznick volia a Clark Gable des del principi, però Gable tenia un contracte amb MGM, que mai el va cedir a altres estudis. Gary Cooper va ser considerat, però Samuel Goldwyn, amb qui Cooper estava contractat, es va negar a prestar-lo. Warner va oferir un paquet de Bette Davis, Errol Flynn, i Olivia de Havilland per a papers principals a canvi dels drets de distribució. En aquell moment, Selznick estava decidit a aconseguir Gable i, a l'agost de 1938, finalment va arribar a un acord amb el seu sogre, el cap de MGM Louis B. Mayer: MGM proporcionaria Gable i 1.250.000 dòlars per la meitat del pressupost de la pel·lícula i, a canvi, Selznick hauria de pagar el salari setmanal de Gable; la meitat dels beneficis es destinaran a MGM mentre que Loew's, Inc - empresa matriu de MGM - estrenaria la pel·lícula.
L'acord pel qual la MGM s'encarregava del llançament de la pel·lícula va suposar endarrerir el començament de la producció fins a finals de 1938, quan finalitzava l'acord de distribució que Selznick tenia amb United Artists. Selznick va aprofitar el retard per continuar revisant el guió, preparar la publicitat i, sobretot, buscar una actriu per al paper de Scarlett. Va iniciar un càsting a nivell nacional en el que va portar a entrevistar 1400 desconegudes; el procés va costar 100 000 $ i, encara que va resultar inútil per a la pel·lícula, va servir per crear un publicitat «inestimable». Abans de la compra dels drets, Selznick va considerar a Miriam Hopkins i Tallulah Bankhead com a candidates; Joan Crawford, que havia signat amb MGM, també va ser considerada com a possible parella de Gable. Després d'l'acord amb MGM, Selznick va mantenir converses amb Norma Shearer, la principal estrella de la MGM en aquells dies, però ella no va considerar la proposta. Katharine Hepburn estava molt interessada en el paper, i va pressionar per aconseguir-ho amb el suport del seu amic George Cukor, que havia estat contractat per la direcció, però va ser vetada per Selznick, que no la va considerar adequada pel paper.
Es van considerar moltes actrius famoses —o que aviat serien famoses—, però només trenta-una dones van ser realment provades per a Scarlett, incloent Ardis Ankerson, Jean Arthur, Tallulah Bankhead, Diana Barrymore, Joan Bennett, Nancy Coleman, Frances Dee, Ellen Drew (com Terry Ray), Paulette Goddard, Susan Hayward (amb el seu nom real d'Edythe Marrenner), Vivien Leigh, Anita Louise, Haila Stoddard, Margaret Tallichet, Lana Turner i Linda Watkins. Tot i que Margaret Mitchell es va negar a nomenar públicament la seva elecció, l'actriu que més va aconseguir obtenir la seva aprovació, va ser Miriam Hopkins, que Mitchell considerava que era el tipus d'actriu adequat per interpretar a Scarlett tal com estava escrita al llibre. No obstant això, Hopkins tenia una trentena en aquell moment i es considerava massa vella per al paper. Quatre actrius, inclosos Jean Arthur i Joan Bennett, encara estaven en consideració el desembre de 1938; no obstant això, només dos finalistes, Paulette Goddard i Vivien Leigh, van ser provades a Technicolor, totes dos el 20 de desembre. Goddard gairebé va obtenir el paper, però la controvèrsia pel seu matrimoni amb Charlie Chaplin va fer que Selznick canviés d'opinió.
Selznick havia estat considerant calladament a Vivien Leigh, una jove actriu anglesa que encara era poc coneguda als Estats Units, pel paper de Scarlett des del febrer de 1938 quan Selznick la va veure a Fire Over England i A Yank at Oxford. L'agent estatunidenc de Leigh era el representant de Londres de l'agència de talents Myron Selznick (dirigida pel germà de David Selznick, un dels propietaris de Selznick International), i al febrer havia sol·licitat que el seu nom fos sotmès a la consideració pel paper Scarlett. A l'estiu de 1938, els Selznicks estaven negociant amb Alexander Korda, a qui Leigh estava contractada, pels seus serveis més tard aquell mateix any. El germà de Selznick va organitzar que es reunissin per primera vegada la nit del 10 de desembre de 1938, quan es filmava la crema d'Atlanta. En una carta a la seva dona dos dies després, Selznick va admetre que Leigh era "el cavall fosc de Scarlett" i, després d'una sèrie de proves de pantalla, es va anunciar la seva elecció el 13 de gener de 1939. Just abans del rodatge de la pel·lícula, Selznick va informar al columnista de diari Ed Sullivan: «Els pares de Scarlett O'Hara eren francesos i irlandesos. De la mateixa manera, els pares de Miss Leigh són francesos i irlandesos.» A més, es va esmentar Anglaterra el menys possible i Olivier de cap manera. La dona britànica va ser descrita com l'esposa d'un advocat de Londres. Al seu torn, a la seva [[Columna (periòdic] | columna]] de Los Angeles Times, publicat el 16, Hedda Hopper va lamentar que, després de dos anys i «amb milions de les dones nord-americanes, David no va poder trobar cap que s'adaptés al projecte».

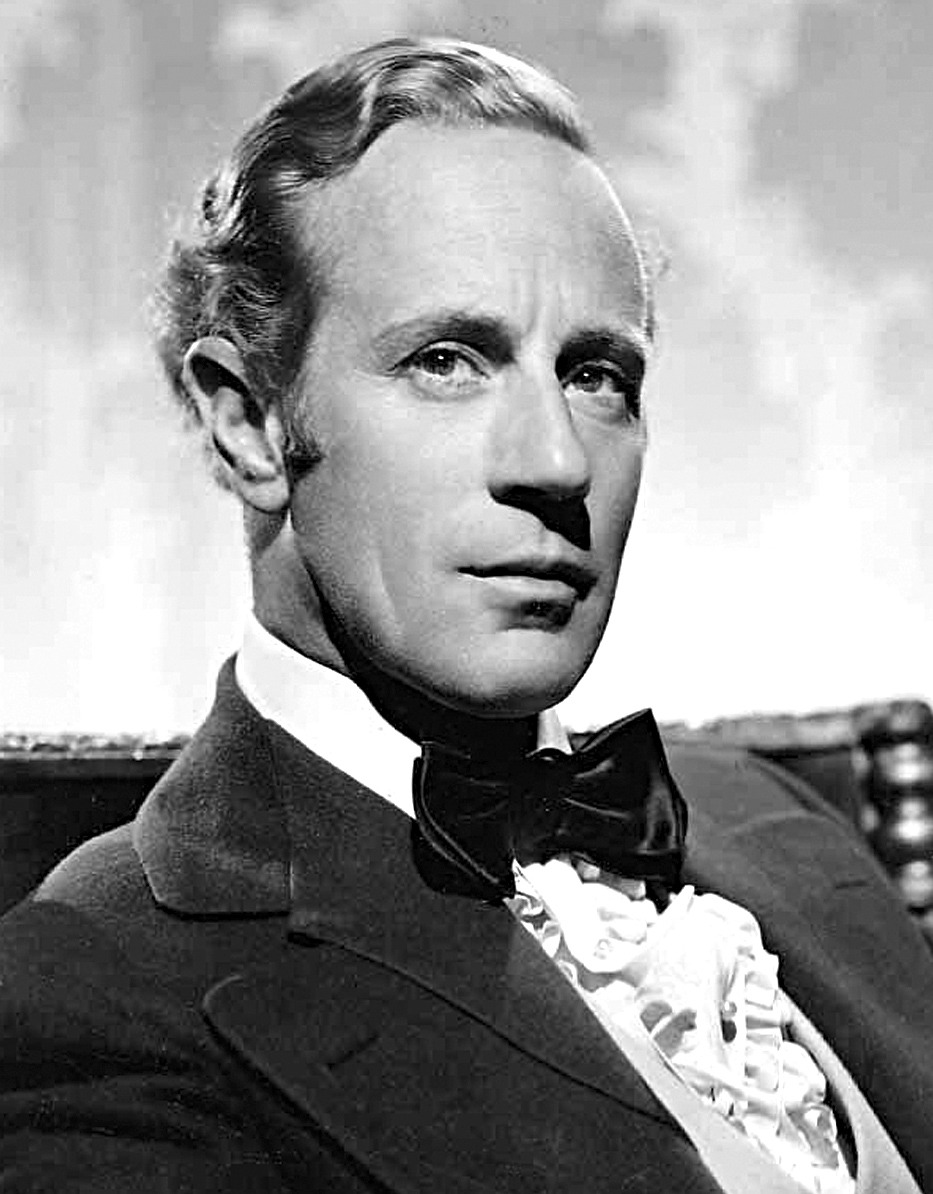
Leslie Howard interpretant Ashley Wilkes.

Pel que fa als secundaris, des del principi, Leslie Howard, com Gable, era reticent a actuar a la pel·lícula i fins i tot va arribar a dir que, si el posaven en aquell vestit colonial del sud, semblaria un porter gai a Beverly Wilshires. L'única solució que va trobar el productor per acceptar el paper va ser prometre-li una cosa que l'actor havia estat apuntant tota la seva vida: convertir-se ell mateix en productor. Howard no havia llegit el llibre ni res sobre cap altre personatge de la pel·lícula; no obstant això, sabia exactament el que hauria de dir en cada escena. Com que Howard no era tan jove com el seu personatge Ashley Wilkes, ja que tenia 46 anys en aquella època, era necessari fer ús del maquillatge, que era possible percebre al voltant dels seus ulls. Es van necessitar molts intents de maquillatge i tint per rejovenir-lo. A les primeres escenes, el personatge hauria de semblar tan jove com Scarlett; a la segona meitat de la pel·lícula, estava bé que semblés més madur. Pel que fa a Olivia de Havilland, una actriu ja popular en aquell moment i que volia donar una direcció diferent a la seva carrera, va acceptar el paper de Melanie Wilkes immediatament la seva germana Joan Fontaine la va proposar.
Un problema urgent per a Selznick durant el càsting va ser el persistent fracàs de Hollywood a l'hora de retratar amb precisió els accents del sud. L'estudi creia que si l'accent no es representava amb precisió, podria resultar perjudicial per a l'èxit de la pel·lícula. Selznick va contractar a Susan Myrick (una experta en parla, maneres i costums del sud que li va recomanar Mitchell) i Will A. Price per entrenar els actors a parlar amb l'accent. Mitchell va ser elogiós pel treball vocal del repartiment, i va assenyalar la manca de crítiques quan va sortir la pel·lícula.

### Rodatge
La fotografia principal va començar el 26 de gener de 1939 i va acabar l'1 de juliol, amb la postproducció continuant fins a l'11 de novembre de 1939. El director George Cukor, amb qui Selznick tenia una llarga relació laboral i que havia passat gairebé dos anys en preproducció a Gone with the Wind, va ser substituït després de menys de tres setmanes de rodatge. Selznick i Cukor ja no havien estat d'acord pel que fa al ritme de rodatge i al guió, però segons altres explicacions la sortida de Cukor seria pel malestar de Gable per treballar amb ell. Emanuel Levy, biògraf de Cukor, va afirmar que Gable havia treballat el circuit gai de Hollywood com a hustler i que Cukor coneixia el seu passat, de manera que Gable va utilitzar la seva influència per fer-lo despatxar. Vivien Leigh i Olivia de Havilland van assabentar-se de la marxa de Cukor el dia que es va filmar l'escena del basar d'Atlanta i les dues van anar a L'oficina de Selznick amb tota la seva disfressa i li van implorar que canviés d'opinió. Victor Fleming, que dirigia El màgic d'Oz, va ser cridat per MGM per completar la pel·lícula, tot i que Cukor va continuar en privat per entrenar a Leigh i De Havilland. El director de MGM, Sam Wood, va treballar dues setmanes al maig quan Fleming va deixar temporalment la producció a causa de l'esgotament. Tot i que algunes de les escenes de Cukor es van tornar a rodar posteriorment, Selznick va estimar que "tres rodets sòlids" de la seva obra restaven a la imatge. Al final de la fotografia principal, Cukor havia emprès divuit dies de rodatge, Fleming noranta-tres i Wood vint-i-quatre.
El cinematògraf Lee Garmes va començar la producció, però l'11 de març de 1939, després d'un mes de rodatge que Selznick i els seus associats consideraven "massa fosc", va ser substituït per Ernest Haller, treballant amb el cineasta Technicolor Ray Rennahan. Garmes va completar el primer terç de la pel·lícula, sobretot la part prèvia a que Melanie tingués el bebè, però no va ser acreditat. La major part del rodatge es va fer a Forty Acres de Selznick International amb totes les escenes de localització fotografiades a Califòrnia, principalment al comtat de Los Angeles o el veí comtat de Ventura. Tara, la casa fictícia de les plantacions del sud, només existia com una fusta contraxapada i de paper maixat construït al lot de l'estudi Selznick. Per a la crema d'Atlanta, es van construir noves façanes falses davant dels nombrosos antics conjunts abandonats del grup de Selznick, i el mateix Selznick gestionava els controls dels explosius que els cremaven. Fonts de l'època van situar els costos de producció estimats en 3,85 milions de dòlars, cosa que la converteix en la segona pel·lícula més cara feta fins aquell moment, amb només Ben-Hur (1925) havent costat més.
Tot i que persisteix la llegenda que el Codi Hays va multar Selznick amb 5.000 dòlars per haver utilitzat la paraula "maleït" a la frase a la sortida de Butler, de fet va ser la junta de Motion Picture Association qui va aprovar una esmena al Codi de producció de l'1 de novembre de 1939, que prohibia l'ús de les paraules "infern" o "maleït", excepte quan el seu ús “sigui imprescindible i necessari per representar, en un context històric adequat, qualsevol escena o diàleg basat en fets històrics o folklore ... o una cita d'una obra literària, sempre que no s'admeti cap ús que sigui intrínsecament desagradable o que ofengui el bon gust.” Amb aquesta esmena, la Production Code Administration no va tenir cap objecció més a la frase de Rhett.
La filmació conté un anacronisme: quan Scarlett corre cercant al Doctor Meade, es veu un llum amb una bombeta elèctrica.

### Música
Per compondre la partitura, Selznick va escollir Max Steiner, amb qui havia treballat a RKO Pictures a principis dels anys trenta. Warner Bros. —que havia contractat Steiner el 1936— va acordar prestar-lo a Selznick. Steiner va passar dotze setmanes treballant en la partitura, el període més llarg que havia passat escrivint-ne una, i amb dues hores i trenta-sis minuts de durada, també va ser la més llarga que havia escrit mai. Es van contractar cinc orquestradors, inclosos Hugo Friedhofer, Maurice de Packh, Bernard Kaun, Adolph Deutsch i Reginald Bassett.
La partitura es caracteritza per dos temes d'amor, un pel dolç amor d'Ashley i Melanie i un altre que evoca la passió de Scarlett per Ashley, tot i que no hi ha cap tema d'amor de Scarlett i Rhett. Steiner es va basar considerablement en la música folk i patriòtica, que incloïa cançons de Stephen Foster com Louisiana Belle, Dolly Day, Ringo De Banjo, Beautiful Dreamer, Old Folks at Home, i" Katie Belle, que van constituir la base del tema de Scarlett; altres melodies que destaquen són: Marching through Georgia de Henry Clay Work, Dixie, Garryowen i The Bonnie Blue Flag. El tema que més s'associa avui a la pel·lícula és la melodia que acompanya Tara, la plantació dels O’Hara; a principis dels anys 40, Tara's Theme va constituir la base musical de la cançó My Own True Love de Mack David. En total, hi ha noranta-nou peces musicals diferents a la partitura.
A causa de la pressió de completar a temps, Steiner va rebre ajuda en la composició de Friedhofer, Deutsch i Heinz Roemheld i, a més, dues breus pistes —de Franz Waxman i William Axt- van ser extretes de partitures de la biblioteca MGM.
Peces musicals
1. Selznick International Theme
2. Main Theme
3. (I Wish I Was in) Dixie's Land
4. Katie Belle
5. Under the Willow She's Sleeping
6. Lou'siana Belle
7. Dolly Day
8. Ring, Ring de Banjo!
9. Sweet and Low
10. Ye Cavaliers of Dixie
11. Taps
12. Massa's in de Cold Ground
13. Maryland, My Maryland
14. Irish Washerwoman
15. Gary Owen
16. When Johnny Comes Marching Home

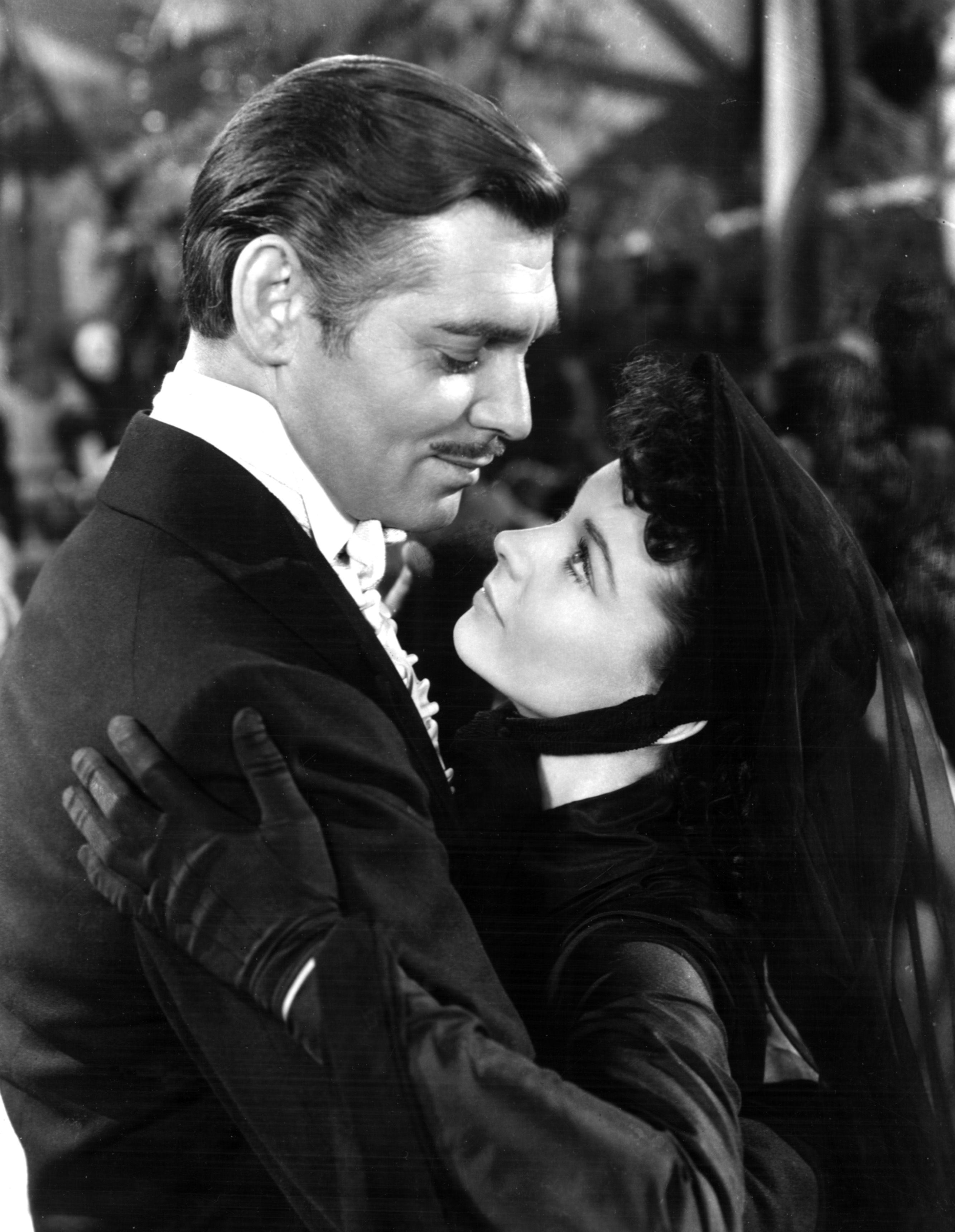
Vivian Leigh i Clark Gable en una escena de la pel·lícula.

17. Weeping, Sad and Lonely (When This Cruel War Is Over)
18. The Bonnie Blue Flag
19. Hark! The Herald Angels Sing
20. Tramp! Tramp! Tramp! (The Boys Are Marching)
21. The Old Folks at Home (Swanee River)
22. Go Down Moses (Let My People Go)
23. My Old Kentucky Home
24. Marching Through Georgia
25. Battle Hymn of the Republic
26. Beautiful Dreamer
27. Jeanie with the Light Brown Hair
28. Yankee Doodle
29. Stars of the Summer Night
30. Bridal Chorus (Here Comes the Bride)
31. Deep River
32. For He's a Jolly Good Fellow
33. London Bridge Is Falling Down
34. Ben Bolt (Oh Don't You Remember)

## Recepció

### Crítica

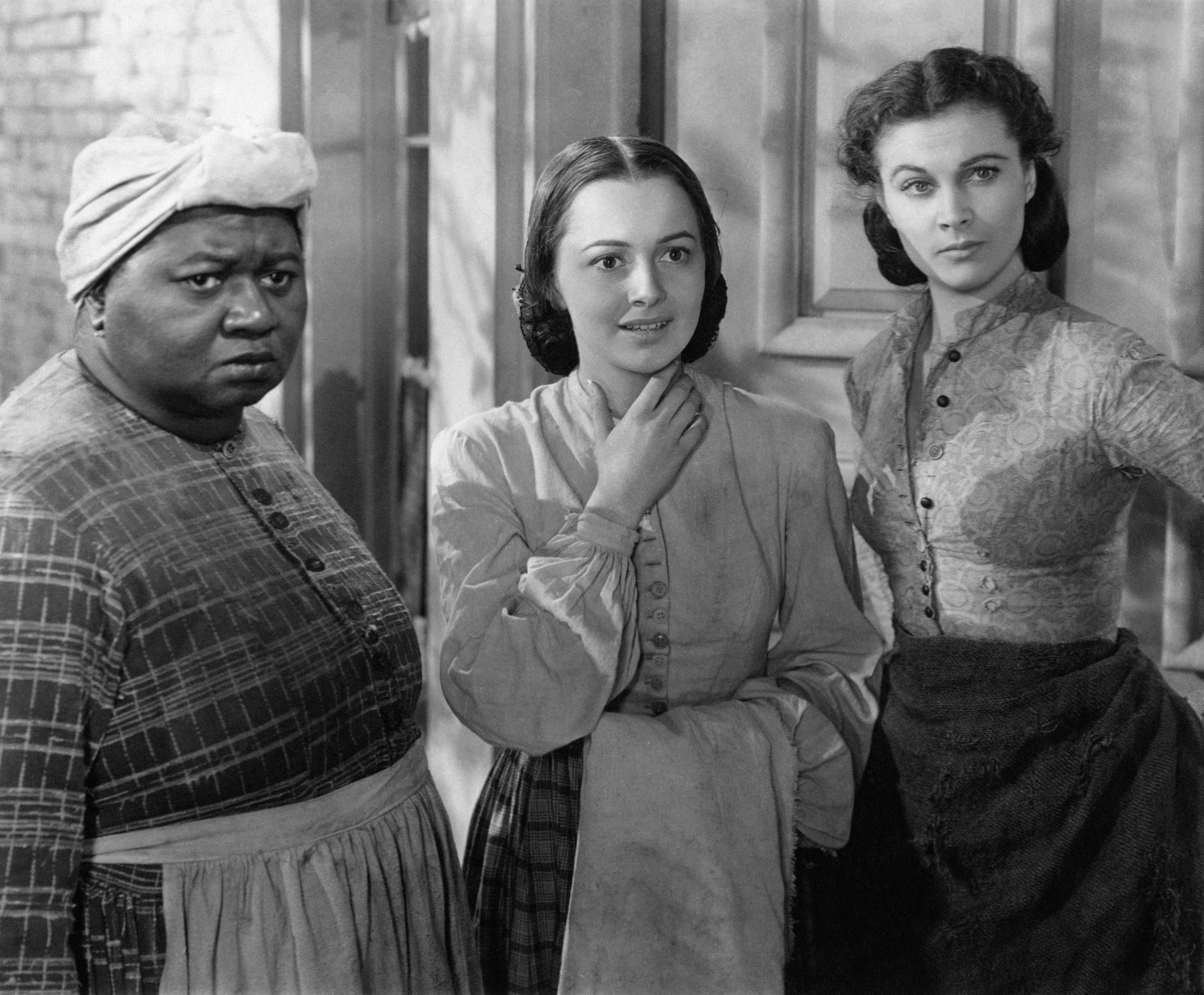
McDaniel, de Havilland i Leigh van ser elogiats per les seves actuacions.

Després del seu llançament, les revistes i diaris de consumidors generalment donaven a Allò que el vent s'endugué excel·lents ressenyes; no obstant això, mentre que els seus valors de producció, èxits tècnics i escala d'ambició eren universalment reconeguts, els crítics de l'època van trobar que la pel·lícula era massa llarga i que no resultava convincent. Frank S. Nugent per a The New York Times va resumir millor el sentiment general reconeixent que, tot i que va ser la producció cinematogràfica més ambiciosa que s'havia fet fins aquell moment, probablement no seria la més gran pel·lícula realitzada, però, tot i així, va trobar que era una «història interessant molt ben explicada». Franz Hoellering de The Nation tenia la mateixa opinió: «El resultat és una pel·lícula que és un esdeveniment important en la història de la indústria, però només un èxit menor en l'art cinematogràfic. Hi ha moments en què les dues categories es reuneixen en bons termes, però els llargs trams s'omplen de mera eficiència espectacular».
Tot i que la pel·lícula va ser elogiada per la seva fidelitat a la novel·la, també es va assenyalar aquest aspecte com el factor principal que va contribuir a la seva llarga extensió. John C. Flinn va escriure per a Variety que Selznick havia "deixat massa a dintre", i que com a entreteniment, la pel·lícula s'hauria beneficiat si escenes repetitives i diàleg de la darrera part de la història s'haguessin retallat. The Manchester Guardian considerava que el principal inconvenient de la pel·lícula era que la història no tenia la qualitat èpica per justificar la seva durada i trobava la segona meitat, que se centra en els «matrimonis irrellevants» i les «disputes domèstiques» de Scarlett, la majoria superflus, i que l'únic motiu de la seva inclusió havia estat «simplement perquè Margaret Mitchell ho va escriure així». 'The Guardian' creia que si "la història s'hagués reduït i ordenat en el punt marcat per l'interval, i si el drama personal s'hagués sotmès a un tractament cinematogràfic del tema central: el col·lapse i la devastació de el vell sud, llavors Allò que el vent s'endugué podria haver estat una pel·lícula realment fantàstica". De la mateixa manera, Hoellering també va trobar la segona meitat de la pel·lícula més feble que la primera meitat: identificar la Guerra Civil com a motor de la primera part mentre que els personatges dominen a la segona part, va concloure que aquí es trobava la principal falla de la pel·lícula, comentant que «els personatges per ells sols no són suficients». Tot i moltes escenes excel·lents, va considerar que el drama no era convincent i que el «desenvolupament psicològic» s'havia descuidat.
Gran part dels elogis es van reservar per al repartiment, en particular Vivien Leigh per la seva interpretació com a Scarlett. Nugent la va descriure com el «pivot de la pel·lícula» i creia que estava «tan perfectament dissenyada per l'art i la naturalesa que qualsevol altra actriu del paper seria inconcebible». De la mateixa manera, Hoellering la va trobar «perfecta» en «aparença i moviments»; sentia que actuava millor quan li permetien «accentuar la personalitat dividida que retrata» i pensava que era particularment eficaç en moments de caracterització com el matí després de l'escena de violació matrimonial. Flinn també trobava que Leigh es va adaptar físicament al paper i sentia que era la millor en les escenes on mostra coratge i determinació, com ara la fugida d'Atlanta i quan Scarlett mata a un desertor ianqui. Leigh va guanyar el Premi de la Crítica de Nova Yok a la millor actriu. De l'actuació de Clark Gable com a Rhett Butler, Flinn sentia que la caracterització estava «tan propera a la concepció de Miss Mitchell —i a la del públic— com es podria imaginar», una visió amb la qual Nugent va coincidir, tot i que Hoellering considerava que Gable no va acabar de convèncer en les escenes finals, ja que Rhett deixa a Scarlett amb disgust. Dels altres membres principals del repartiment, tant Hoellering com Flinn van trobar a Leslie Howard «convincent» com el feble-voluntariós Ashley, amb Flinn identificant Olivia de Havilland com a «destacada» com Melanie; «una joia amable, digna i tendra de la caracterització». L'actuació de Hattie McDaniel com a Mammy va ser escollida per molts elogis per a lloar: Nugent creia que va donar la millor actuació a la pel·lícula després de Vivien Leigh, mentre Flinn la col·locava en tercer lloc després de les actuacions de Leigh i Gable.

#### Oscars
Als 12ens Premis Oscar, Allò que el vent s'endugué va establir el rècord de guanys i nominacions dels Oscar, guanyant en vuit de les categories competitives en què va ser nominada, d'un total de tretze nominacions. Va guanyar a la millor pel·lícula, a la millor actriu, a la millor actriu de repartiment, al millor director, al millor guió, a la millor fotografia, a la millor direcció artística i a la millor edició, i va rebre dos premis honorífics per l'ús d'equips i color (també es va convertir en el primer color pel·lícula per guanyar la millor pel·lícula).
| Premi                                      | Receptor(s) | Resultat  |
| ------------------------------------------ | --- | --------- |
| Millor pel·lícula                          | David O. Selznick (per Selznick International Pictures)                                                                                               | Guanyador |
| Millor director                            | Victor Fleming | Guanyador |
| Millor actor                               | Clark Gable | Nominat   |
| Millor actriu                              | Vivien Leigh | Guanyador |
| Millor actriu secundària                   | Olivia de Havilland | Nominat   |
| Millor actriu secundària                   | Hattie McDaniel | Guanyador |
| Millor guió adaptat                        | Sidney Howard | Guanyador |
| Millor direcció artística                  | Lyle Wheeler | Guanyador |
| Millor fotografia – Color                  | Ernest Haller i Ray Rennahan | Guanyador |
| Millor muntatge                            | Hal C. Kern i James E. Newcom | Guanyador |
| Millor banda sonora                        | Max Steiner | Nominat   |
| Millor so                                  | Thomas T. Moulton (Samuel Goldwyn Studio Sound Department)                                                                                            | Nominat   |
| Millors efectes visuals                    | Jack Cosgrove, Fred Albin i Arthur Johns | Nominat   |
| Oscar honorífic                            | William Cameron Menzies Per aconseguir un èxit destacat en l'ús del color per millorar l'humor dramàtic en la producció d'Allò que el vent s'endugué. | Honorífic |
| Oscar honorític per la realització tècnica | Don Musgrave i Selznick International Pictures Per ser pioners en l'ús d'equips coordinats en la producció d'Allò que el vent s'endugué               | Honorífic |

### Reaccions dels afroamericans

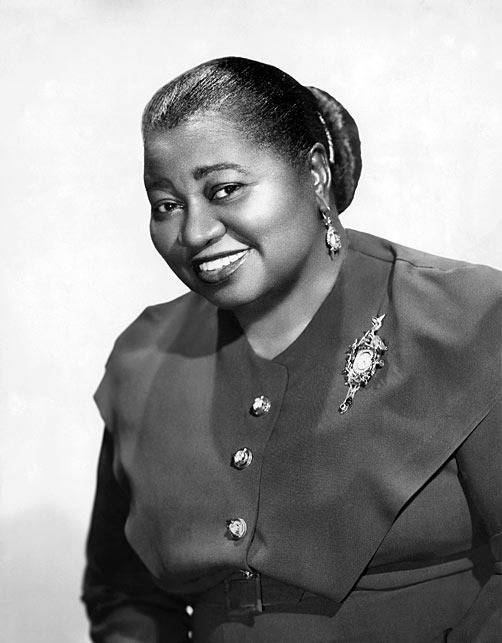
Hattie McDaniel, la primera afroamericana guanyadora d'un Oscar.

Diversos comentaristes, des del llançament de la pel·lícula, van criticar la pel·lícula per la seva representació de les persones negres, i per ser en certa manera una glorificació de l'esclavitud. Inicialment, els diaris dirigits als americans blancs no informaven sobre aquestes crítiques. Carlton Moss, un dramaturg negre, va observar en una carta oberta que mentre que El naixement d'una nació va ser un “atac frontal a la història nord-americana i al poble negre”, Gone with the Wind va ser-ne un “atac posterior”. Va continuar caracteritzant el film com una “petició nostàlgica de simpatia per una causa encara viva de la reacció del sud”. Moss va criticat a més les caracteritzacions negres estereotipades com ara el «porc sense canvis i sense enginy», la “indolent i totalment irresponsable Prissy”, la “radiant acceptació de l'esclavitud” de Big Sam i Mammy amb la seva “complacència a cada desig de Scarlett”.
Després que Hattie McDaniel guanyés l'Oscar, Walter Francis White, líder de l'Associació Nacional per al Progrés de les Persones de Color, la va acusar de ser un “oncle Tom”. McDaniel va respondre que “preferiria guanyar set-cents dòlars a la setmana interpretant a una minyona que set dòlars”; va qüestionar a més la qualificació de White per parlar en nom dels negres, ja que era de pell clara i només tenia un vuitena part negra.
L'opinió de la comunitat negra estava dividida generalment en estrenar-se, amb la qualificació de la pel·lícula per alguns “arma de terror contra l'Amèrica negra” i un insult al públic negre, i es van fer manifestacions a diverses ciutats. Tot i això, algunes seccions de la comunitat negra van reconèixer els èxits de McDaniel com a representatius de la progressió: alguns afroamericans van creuar les línies de piquets i van elogiar la càlida i enginyosa caracterització de McDaniel, i altres van esperar que el reconeixement de la indústria del seu treball conduiria a una major visibilitat de pantalla per a altres actors negres. En la seva felicitació editorial a McDaniel per guanyar el seu Oscar, Opportunity: A Journal of Negro Life va fer servir la pel·lícula com a recordatori del "límit" que els vells prejudicis posaven a l'aspiració negra. Malcolm X va recordar més tard que «quan Butterfly McQueen va començar a actuar, em venia de gana arrossegar-me sota la catifa».

### Resposta del públic
Després del seu llançament, Allò que el vent s'endugué va batre rècords d'assistència a tot arreu. Només al Capitol Theatre de (Nova York), va fer una mitjana d'onze mil entrades al dia a finals de desembre, i en un termini de quatre anys el llançament havia venut uns seixanta milions de bitllets als Estats Units, unes vendes equivalents a poc menys del la meitat de la població de l'època. Va repetir el seu èxit a l'estranger i va tenir un èxit sensacional durant el Blitz a Londres, obrint-se a l'abril de 1940 i mantenint-se durant quatre anys. Quan MGM la va retirar de la circulació, a finals de 1943, la seva distribució mundial havia retornat 32 milions de dòlars nord-americans en taquilla (la quota de taquilla bruta de l'estudi), cosa que la converteix en la pel·lícula més rendible fins ara. Finalment es va obrir al Japó el setembre de 1952 i es va convertir en la pel·lícula estrangera amb més recaptació allà.

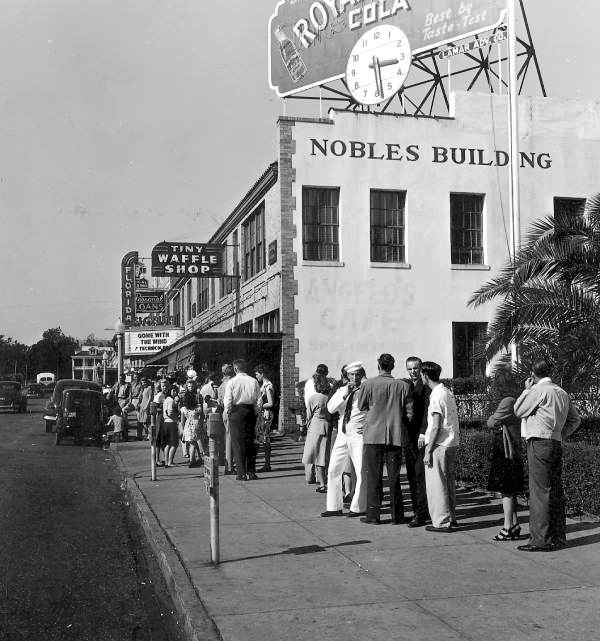
Cua per veure Allò que el vent s'endugué a Pensacola, Florida (1947).

Tot i que va fer guanyar als seus inversors aproximadament el doble que l'anterior titular del rècord, El naixement d'una nació, les taquilles de les dues pel·lícules probablement estaven molt més a prop. El gruix dels ingressos d'Allò que el vent s'endugué provenia de la seva exposició en carretera i els seus primers compromisos, on el distribuïdor rebia el 70% i el 50% del brut de taquilla respectivament, en lloc del seu llançament general, que el temps normalment va veure com la quota del distribuïdor es fixava en un 30-35 per cent del brut. En el cas de "El naixement d'una nació", el seu distribuïdor, Epoch, va vendre molts dels seus territoris de distribució en funció dels "drets dels estats", que normalment representaven el 10 per cent del total de la taquilla, i els comptes d'Epoch només són indicatius dels seus propis beneficis de la pel·lícula, i no dels distribuïdors locals. Carl E. Milliken, secretari de la Motion Picture Association, va estimar que "El naixement d'una nació" havia estat vist per cinquanta milions de persones el 1930.
Quan es va reestrenar el 1947, va tenir un impressionant lloguer de 5 milions de dòlars als Estats Units i al Canadà i va ser un dels deu principals llançaments de l'any. Les reedicions reeixides el 1954 i el 1961 li van permetre mantenir la seva posició com a màxim guanyador de la indústria, malgrat els forts desafiaments de pel·lícules més recents com  Ben-Hur , però finalment va ser superada per Somriures i llàgrimes el 1966.